# Ophiomyia rhodesiensis
Ophiomyia rhodesiensis este o specie de muște din genul Ophiomyia, familia Agromyzidae, descrisă de Spencer în anul 1959.
Este endemică în Zimbabwe. Conform Catalogue of Life specia Ophiomyia rhodesiensis nu are subspecii cunoscute.